# Perszyj
Perszyj (ukr. Перший) – kanał telewizyjny nadawany na terenie Ukrainy. Powstał 20 stycznia 1965.
Od 1 marca 2022 roku w związku z inwazją Rosji na Ukrainę kanał jest dostępny w ramach telewizji hybrydowej na ósmym multipleksie naziemnej telewizji cyfrowej w Polsce.

## Historia nazwy
- 1991–1992: Ukrajińśke tełebaczennia (ukr. Українське телебачення)
- 1992–1998: UT-1 (ukr. УТ-1)
- 1998–2015: Perszyj nacionałnyj (ukr. Перший національний)
- 2015–2022: UA:Perszyj (ukr. UA꞉ Перший)
- od 2023: Perszyj (ukr. Перший)

## Godziny rozpoczęcia i zakończenia programu
Godziny są podane według czasu kijowskiego (UTC+02:00).

### UT-1/Perszyj nacionałnyj/UA:Perszyj/Perszyj
- 1965–1986: rozpoczęcie o 11:00, zakończenie między 0:00 a 2:30
- 1986–1988: rozpoczęcie o 9:00, zakończenie między 2:30 a 3:30
- 1988–1992: rozpoczęcie o 8:00, zakończenie między 1:00 a 6:00
- 1992–1996: rozpoczęcie o 7:00, zakończenie między 2:00 a 4:30
- 1996–1999: rozpoczęcie o 6:10, zakończenie między 2:30 a 5:00
- 1999–2006: rozpoczęcie o 5:00, zakończenie między 2:00 a 4:05
- 2006–2017: rozpoczęcie o 9:00, nie miało zakończenia. Codziennie o 5:55 (przed przejściem na Erę) był emitowany hymn Ukrainy.
- od 2017: 24 godziny na dobę.